# Sergio Martos Gornés
Sergio Martos Gornés (ur. 19 października 1994 w Ciutadella de Menorca) – hiszpański tenisista.

## Kariera tenisowa
W karierze zwyciężył w jednym deblowym turnieju rangi ATP Challenger Tour. Ponadto wygrał trzydzieści deblowych turniejów rangi ITF.
W rankingu gry pojedynczej najwyżej był na 726. miejscu (20 lipca 2015), a w klasyfikacji gry podwójnej na 142. pozycji (25 października 2021).

### Zwycięstwa w turniejach ATP Challenger Tour

#### Gra podwójna
| Końcowy wynik | Nr | Data            | Turniej | Nawierzchnia | Partner          | Przeciwnicy                    | Wynik finału   |
| ------------- | -- | --------------- | ------- | ------------ | ---------------- | ------------------------------ | -------------- |
| Zwycięzca     | 1. | 5 września 2021 | Manacor | Twarda       | Karol Drzewiecki | Fernando Romboli Jan Zieliński | 6:4, 4:6, 10–3 |